# Club Deportivo Gloria
El Club Deportivo Gloria, anteriormente conocido como Club Social y Deportivo La Gloria, es un equipo de fútbol profesional de la ciudad de Cuenca, Provincia de Azuay, Ecuador. Fue fundado el 30 de abril de 1938. Actualmente juega en la Segunda Categoría de Ecuador.
Está afiliado a la Asociación de Fútbol Profesional del Azuay.

## Historia

### Sus inicios
Desde 1930 hasta 1960, la Avenida Loja fue la única vía de acceso desde el sur del país. En torno de esta carretera, desde el control sur hasta el puente de El Vado se formaron pequeños barrios, entre los cuales, se destacan aquellos situados entre los ríos Yanuncay y Tomebamba. Por ejemplo, La Loma de Yanuncay, El Descanso, La Gloria, San José, Quinta Guadalupe, San Roque.
Al mismo tiempo, en las fiestas religiosas y cívicas, era muy común la realización de juegos populares como el gallo pitina, la competencia de carros de madera, las arreadas de trompos, las carreras de tres pies y ensacados, la corrida de novillos y por supuesto los tradicionales encuentros de futbol.
Para los encuentros de futbol, los jóvenes de la Loma de Yanuncay y de El Descanso, bajo la dirección de Don José Barrera, organizaban el equipo Brasil, en tanto que los jóvenes de los Barrios La Gloria y San José, con el liderazgo de Don Carlos Narváez Barrera, conformaban el equipo Argentina. Los encuentros de futbol provocaban muchas emociones y la táctica consistía en colocar en el arco a una persona de estatura alta (Goalkeeper), en la defensa a tres personas los más fornidos, como volantes a dos personas que posean ideas y tranquilidad para ayudar a atacar y defender y en la delantera a cinco personas cuya característica consistía en correr como gacelas, atacar con el balón y disparar al arco hasta conseguir el gol. La consigna para la defensa “pasa la pelota, pero no el jugador”.

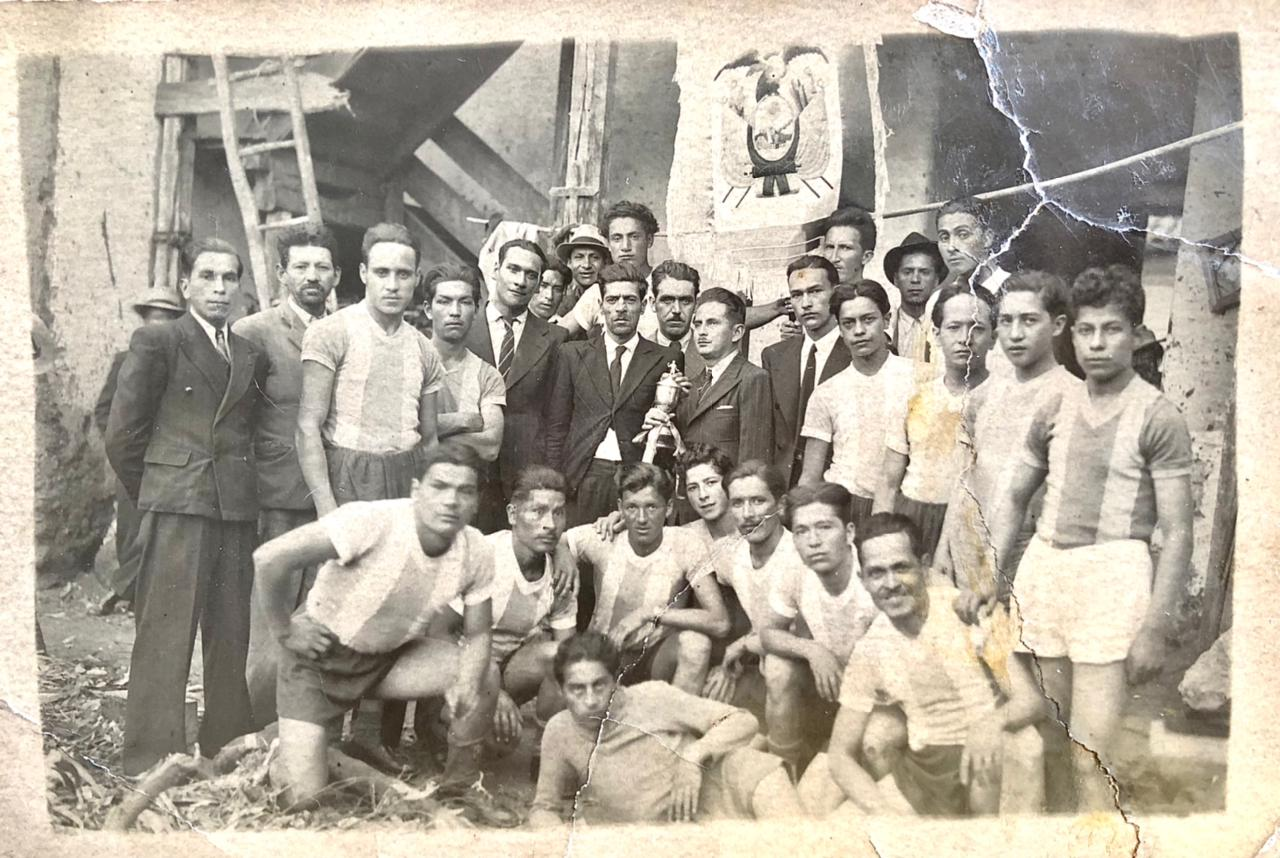
Primer Equipo del Club Social y Deportivo La Gloria. Al centro Carlos Narváez Barrera con el trofeo obtenido

En 1935, Don Carlos Virgilio Narváez Barrera, toma la iniciativa de crear el Club Social y Deportivo La Gloria y convoca a los jugadores de los equipos Brasil y Argentina. Los jóvenes del equipo Brasil que acogen la iniciativa son los señores: José Barrera, Herminio Mogrovejo, Magno Orellana, Tomás Orellana, Celso Mendieta, Luis Barrera, Víctor Mora, Luis Mendieta, Víctor Arévalo, Alberto Andrade, Gonzalo Campos, Luis Muñoz, Julio Durán. Del equipo Argentina los señores: Antonio Espín, Arsenio Narváez Barrera, Vicente Capón, Alejandro Sigüenza, Segundo Narváez Barrera, Víctor Sigüenza, Virgilio Soto Pesantez, Rosendo Mogrovejo, Salvador Narváez Solano, Juan Mejía, Humberto Mejía Guaricela, José Tobar, Ángel Pesantez, Gerardo Orellana.
Todas las personas nombradas se constituyen en socios fundadores del Club y eligen a Don Carlos Virgilio Narváez Barrera como el primer presidente, arriendan como sede para las sesiones de directorio y asamblea de socios una amplia habitación en La Mascota, edificio patrimonial y de propiedad del señor Alejandro Andrade, adoptan a la virgen del Perpetuo Socorro como patrona del club, determinan el celeste y blanco como colores de los uniformes, mandan a confeccionar el estandarte y la bandera, forman comisiones de asuntos sociales, deportes y para redactar el estatuto. Es interesante indicar que las comisiones trabajaron con mucha iniciativa. Por ejemplo, la Comisión de Sociales contrató a un profesor de tango para que enseñe a los socios a bailar, la señorita Corina Barrera, reina del Club, invitó y posibilitó la participación en el evento de las señoritas de los pequeños barrios del sector. La Comisión de Deportes organizó encuentros de futbol barriales, parroquiales y cantonales que se efectuaron en el potrero de Don Gerardo Serrano, quien permitió que en su terreno se realice el trazado de una cancha de futbol. Es memorable la revancha que tuvimos que dar al equipo del cantón Santa Isabel, para lo cual, se contrató el bus del señor Bernal para que viaje el equipo y algunos moradores y seguidores del equipo. La Comisión de redacción del Estatuto lo entregó para su aprobación en tres sesiones y se presentó su contenido en 1937 a la Federación Deportiva del Azuay, para los fines legales correspondientes.

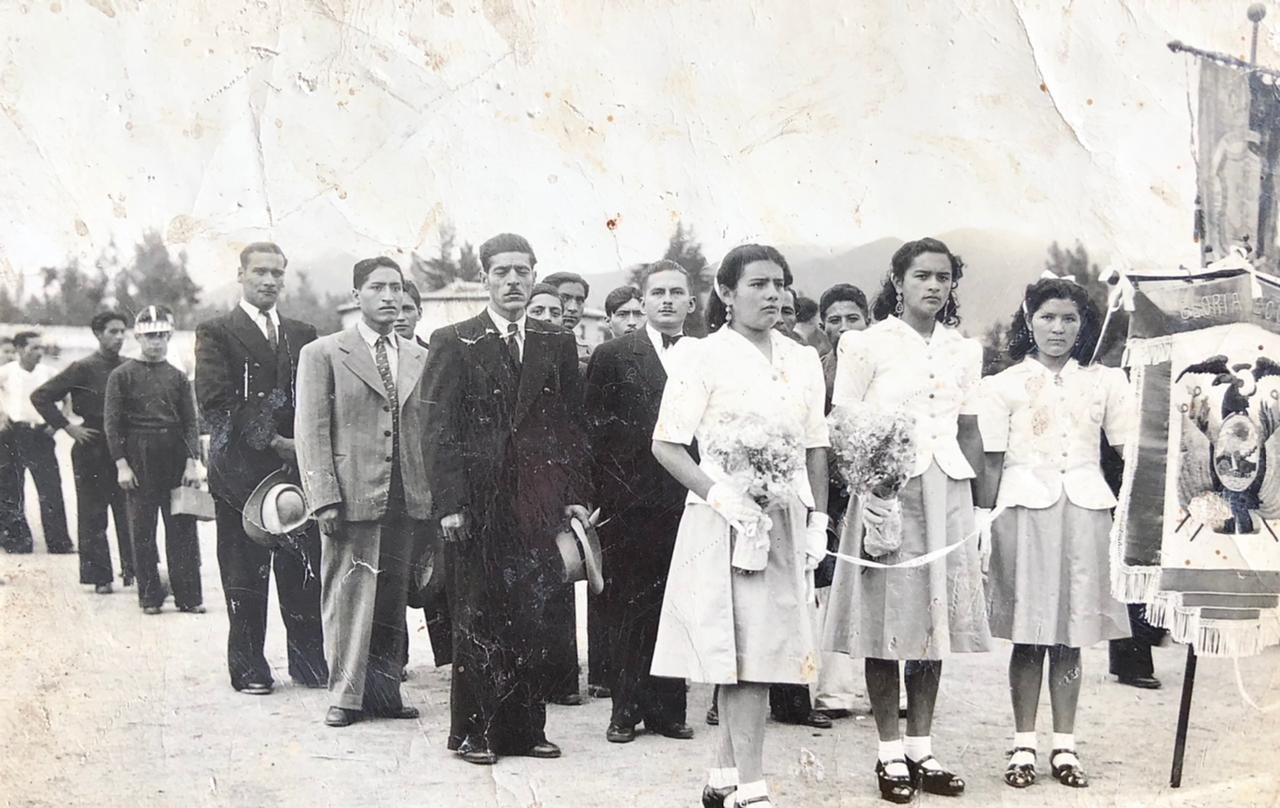
Desfile inaugural del campeonato de fútbol inter barrial, el 17 de marzo de 1946. Al centro, Carlos Narváez Barrera, primer presidente y fundador del Club Social y Deportivo La Gloria

En 1937, se realizaron algunos encuentros deportivos esporádicos entre San Sebastián, San Roque, Cruz del Vado, El Vecino y Todos los Santos con La Gloria barrios tradicionales de Cuenca, que sirvió como antecedente para que la Federación Deportiva del Azuay organice un torneo Inter barrial, el mismo que posibilitó la formación de clubes deportivos como:  Los Gladiadores, Olímpico, Acción, Juvenil, etc.  
El 30 de abril de 1938, la Federación Deportiva del Azuay, ratifica la aprobación del Estatuto, Reglamento, colores azul y blanco de la bandera, estandarte y uniforme del club y se legaliza su reconocimiento legal como institución dedicada al deporte y asuntos sociales.

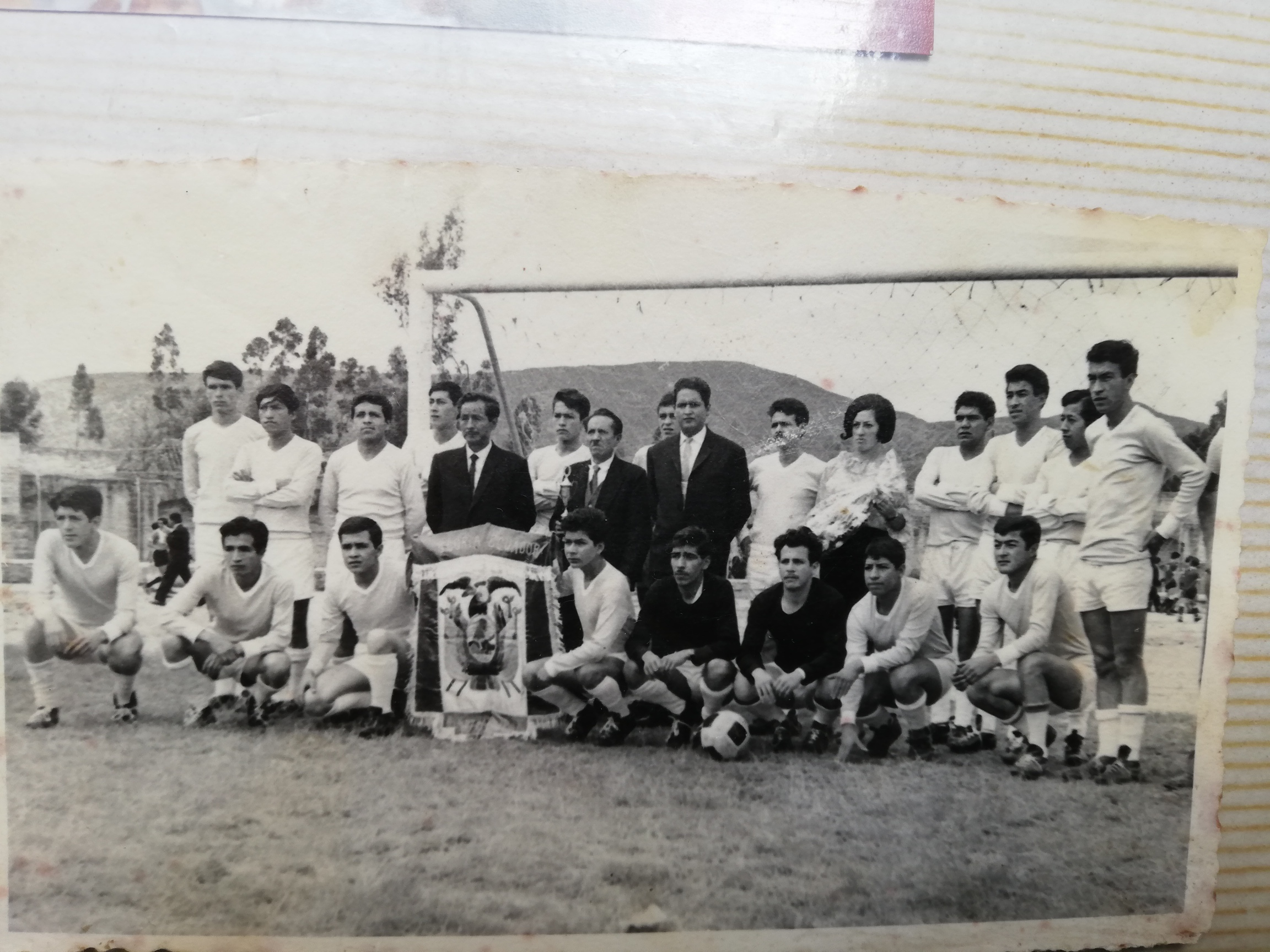
Equipo del Club Social y Deportivo La Gloria que participó en el torneo de ascenso de fútbol amateur

En las décadas del sesenta (1960) y setenta (1970), se incorporaron nuevos socios, muchos de ellos jóvenes de los barrios: Loma de Yanuncay, El Descanso, La Gloria y San José  y algunas personas mayores que se radicaron en el sector como por ejemplo los señores: Alberto Ullauri, Luciano Pineda, Miguel Gálvez, Manuel Cordero, Gonzalo Arpi, Rigoberto Bernal, Olmedo Dávila Andrade, Emiliano Barrera, José Tapia Mogrovejo, Lizardo y Alfonso Orellana, Alfonso Sarmiento, Vicente Hualpa Quizphi, Leopoldo Orellana, Luis y Hugo Barrera Segovia, Julio y Rosendo Mogrovejo, Jaime y Jorge Sigüenza, Marcelo Aguilar, Rubén Gordillo, Oswaldo Narváez Soto, Julio Nivelo, Alfonso Hurtado, Jaime Calle, José Arias, Eduardo, Jorge y Rodrigo Andrade, Tiberio Mendieta, Rigoberto y Jorge Capón, Sergio, Raúl y Antonio Cordero Paredes, Oscar Trelles,  Oswaldo Terán,  Enrique  y Luis Guartán Barrera, Enrique Narváez Barrera, Severo y Fausto Sarmiento, Bolívar y Cesar Dávila Astudillo, la mayoría descendientes de los socios fundadores, quienes asumieron funciones de dirección en el Club, arrendaron un local en la casa del Dr. Alberto Delgado para utilizarlo como nueva  sede, integraron el equipo que en varias ocasiones disputó el campeonato de futbol amateur de ascenso. En este período, algunos futbolistas del club, se destacaron como figuras de este deporte, inclusive el señor Hugo Barrera Segovia integró la plantilla de jugadores del Club Deportivo Cuenca, primer equipo profesional de futbol de la ciudad.

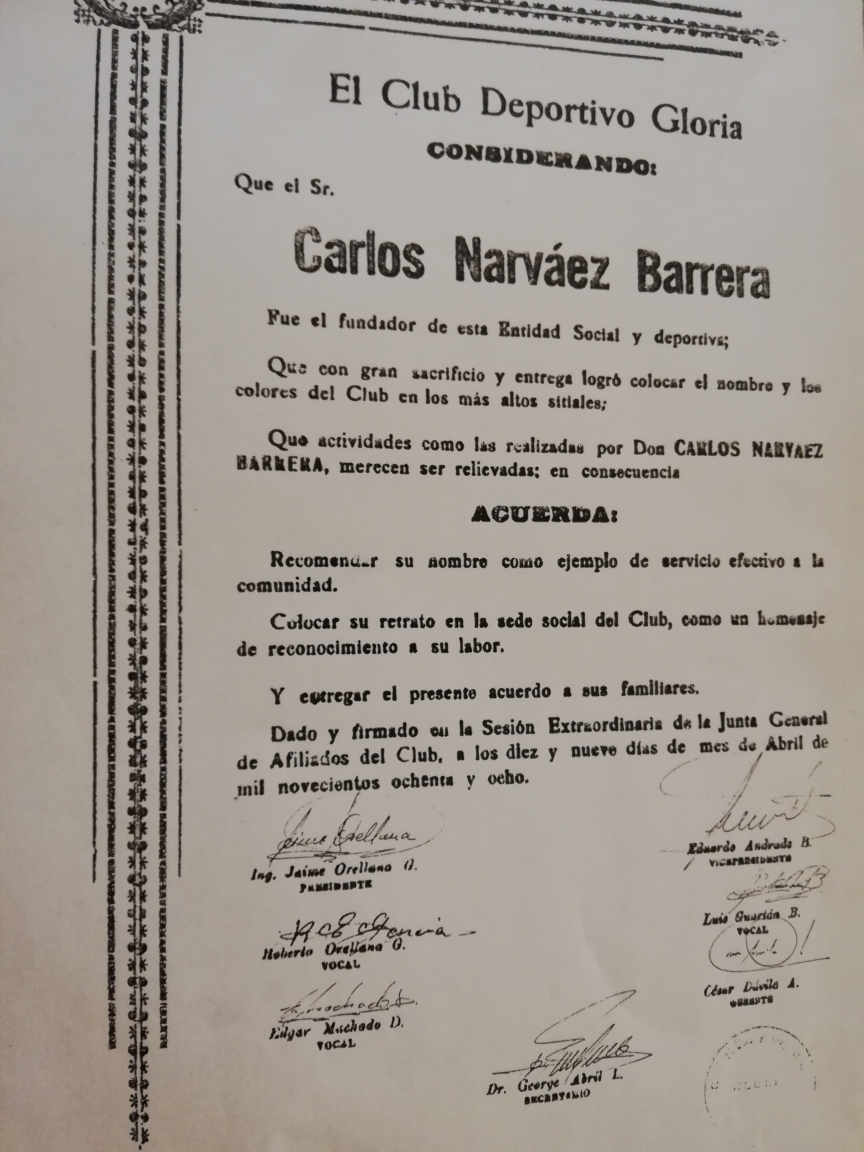
Acuerdo entregado al señor Carlos Virgilio Narváez Barrera, reconociéndolo como fundador y primer Presidente del Club Social y Deportivo La Gloria

Los presidentes del club fueron los siguientes señores: Carlos Virgilio Narváez Barrera, primer presidente y fundador, quien ejerció esta dignidad por varios períodos, José Barrera, Magno Orellana, Miguel Gálvez, Gonzalo Arpi, Rigoberto Bernal, Rodrigo Andrade, Jaime Orellana, Vicente Hualpa, Luis García, Luis Guartán, Diego Barrera.  
En la década del ochenta (1980) la familia Andrade Brito (Rodrigo, Jorge y Eduardo), asumió la dirección del club y con su auspicio y apoyo económico tuvo destacada participación en los torneos de futbol de segunda categoría organizados por la Federación Deportiva del Azuay. Además, de Invitar a muchas personas a su club para ayudar, como uno de ellos que es Vinicio Abril, el cual fue de mucha ayuda en varios casos para el Club, Ahora cambiando de tema, la prensa de aquellos años designaba peyorativamente al Club La Gloria como “el club de los pantaloneros” por el logotipo de Jeans Lou Ren. 
Luego en la década del 90 (1990), se encarga el señor Vicente Hualpa Quizhpi de representar al club ante la Federación Deportiva del Azuay y AFA y conformar el equipo de futbol que participó en segunda categoría disputando su paso a la serie B del futbol nacional.
En la década del 2000, los señores Luis García, Luis Guartán, tomaron a su cargo la dirección del club que se destacó en los torneos de futbol de la AFA y FDA, pero también en el Campeonato de Indor Futbol que organiza el club Amistad (mundialito de los pobres).
A partir de los años 2010, el señor Diego Barrera asume la representación del Club La Gloria. Hoy bajo el patrocinio privado, es un equipo del futbol profesional con marcado éxito, ha obtenido campeonatos a nivel provincial y fue considerado para participar en la Copa Ecuador que organiza la Federación Ecuatoriana de Futbol.    
Con la creación de la Asociación de Fútbol del Azuay -AFA-, el club comenzó a competir en los campeonatos oficiales.
En 1989, el Club Social y Deportivo La Gloria quedó a un paso de subir a la Serie B gracias a tener un plantel de buenos jugadores como: Pablo Andrade, Pablo Quezada, Marco Pesántez, Diego Tola y José Granda, entre otros.
Hasta finales de la década de los noventa, el club obtuvo varios títulos provinciales. Sin embargo, con la dolarización del año 2000, la institución empezó a decaer y ya no hubo quien la respalde económicamente.
En la temporada 2014, el equipo de la barriada finalizó en la última posición, tras caer derrotado en los 13 partidos que disputó, marcando 11 goles y recibiendo 74 en contra.
En el año 2015 la situación sería similar: el equipo perdió los 10 partidos que disputó, marcando solamente 3 goles y recibiendo un total de 54. La mala racha del club continuaría en la temporada 2016, en la que el debutante Atenas Fútbol Club se consagró campeón. El Club Social y Deportivo La Gloria finalizó en la sexta colocación, tras una victoria, dos empates y ocho derrotas.

### Su refundación
Todo cambió en el año 2017 cuando Jorge Reyes pidió hacerse cargo del club, lo reestructuró y pasó a llamarse Club Deportivo Gloria. 
En el año 2018, con el proyecto de formativas en marcha, el equipo se consagró campeón del torneo provincial de manera indiscutible, tras conseguir 41 puntos en 16 partidos jugados, a raíz de 13 victorias -10 de ellas de manera consecutiva- 2 empates y 1 derrota, marcando 33 goles a favor y teniendo el arco menos vencido, con 7 goles en contra. Esto, además, le valió para clasificar al zonal de Segunda Categoría por el ascenso a la Serie B, compitiendo en la zona 8 junto a Toreros Fútbol Club de Guayaquil, Cantera del Jubones de Pasaje y Sport Villarreal de la Provincia de Loja. Allí finalizó en el tercer lugar del grupo tras obtener 9 puntos en 6 partidos jugados, logró 2 victorias, 3 empates y 1 derrota y no pudo cumplir su sueño de ascender a la Serie B. 
En su carácter de campeón provincial, Club Deportivo Gloria hace historia y clasifica a la Copa Ecuador 2018-19. En su primer partido, enfrentó al Club Valle Catamayo de Loja, correspondiente a la llave por la primera fase. En el encuentro de ida, disputado en el Estadio Federativo Reina del Cisne de la ciudad de Loja, el conjunto cuencano ganó 9-1, mientras que en el de vuelta lo volvió a ganar por 3-1, con un global de 12-1. En la segunda fase enfrentó al tradicional equipo de Audaz Octubrino, de Machala. El partido de ida se disputó en el Estadio 9 de Mayo y allí perdió 1-2. Sin embargo, en la vuelta, se produjo el mismo marcador pero favorable a los cuencanos. La serie se definió por penales, donde el Club Deportivo Gloria se impuso 7-6. El 2 de abril de 2019 se realizó el sorteo de los 16avos de final, y en un hecho histórico se enfrentó con el campeón 2018 del fútbol ecuatoriano: Liga Deportiva Universitaria. El partido de ida, disputado en el Estadio Rodrigo Paz Delgado, arrojó una derrota de 0-5, luego de estar casi un tiempo con el marcador igualado en cero. La vuelta, disputada en el Estadio Alejandro Serrano Aguilar de la capital azuaya, dejó un empate histórico: 0-0. La diferencia presupuestaria y de edad, le valieron al club un sinfín de elogios por los partidos disputados.
En el 2019, Club Deportivo Gloria repitió su extraordinaria campaña y se consagró bicampeón del Torneo Provincial del Azuay.
En el 2020, Club Deportivo Gloria nuevamente repitió su extraordinaria campaña y se consagró tricampeón del Torneo Provincial del Azuay.

## Jugadores

### Plantilla 2021
- Última actualización: 6 de mayo de 2021[9]

## Datos del club
- Temporadas en Segunda Categoría: 52 (1971-2021, 2023)
- Mejor puesto en la liga:
- Peor puesto en la liga:
- Mayor goleada a favor en torneos nacionales:
  - 9 - 1 contra Valle de Catamayo (10 de noviembre de 2018) (Copa Ecuador 2018-19)
- Mayor goleada en contra en torneos nacionales:
  - 5 - 0 contra Liga de Quito (1 de mayo de 2019 (Copa Ecuador 2018-19)
- Máximo goleador:
- Máximo goleador histórico:
- Máximo goleador en torneos nacionales:
- Primer partido en torneos nacionales:
  - Gloria 9 - 1 Valle de Catamayo (10 de noviembre de 2018 en el estadio Alejandro Serrano Aguilar) (Copa Ecuador 2018-19)

## Palmarés

### Torneos nacionales
| Competición                        | Títulos | Subcampeonatos |
| ---------------------------------- | ------- | -------------- |
| Segunda Categoría de Ecuador (0/0) |         |                |

### Torneos provinciales
| Competición                       | Títulos                | Subcampeonatos   |
| --------------------------------- | ---------------------- | ---------------- |
| Segunda Categoría del Azuay (4/3) | 1989, 2018, 2019, 2020 | 1987, 1988, 1991 |